# Профессиональный доктор инженерии
Профессиональный доктор инженерии (ПДИнж; англ. Professional Doctorate in Engineering - PDEng) — нидерландская научная степень. Вручается выпускникам инженерных программ, которые развивают навыки работы в профессиональной среде.
Технологические проектные программы ПДИнж были созданы по требованию голландской высокотехнологичной промышленности. Высокотехнологичные компании нуждаются в профессионалах, которые могут проектировать и разрабатывать сложные новые продукты и процессы, предлагают инновационные решения.
Все программы работают в тесном сотрудничестве с высокотехнологичной индустрией, предлагая слушателям возможность участвовать в крупномасштабных, междисциплинарных проектах разработках. Такое сотрудничество, программ ПДИнж обеспечивают слушателей ценными контактами в отрасли. Каждая программа охватывает различные технические участки, например управления сложными архитектурно-строительными проектами, проектирование механизмов пользовательских интерфейсов для потребительских товаров или разработка высокотехнологичных программных систем для программно сложных систем. Требования для принятия на программу, которая присваивает звание ПДИнж требует по крайней мере степень магистра в смежной области.
ПДИнж можно получить в трех технических университетах Нидерландов: Технологический университет Делфта, Технологический университет Эйндховена и Университет Твенте. Между этими университетами существуют программы сотрудничества, такие как 3ТУ Федерация и ее подразделение Институт Стэна Аккермана.

## История
Название степень Профессиональный доктор инженерии (ПДИнж) связана с существованием системы степеней Бакалавр/Магистр после введения Болонского процесса. Хотя большинство голландских университетов перешла на систему Бакалавр/Магистр в 2001 году, ПДИнж был известен как официальный степень Магистр технического дизайна (МТД) до 2004 года. Именно тогда голландский сертификационный комитет по конструкторско-технологических программ наконец ратифицировал новую степень, чтобы отделить его от степени обычных магистра.

## Программы ПДИнж за университетами
Программы ПДИнж в Технологическом университете Делфта
- Дизайн процессов и оборудования (PED)
- Дизайн химических продуктов (CPD)
- Дизайнер в биопроцессов (DBE)
- Дизайн биопродуктов (BPD)
- Комплексный дизайн в области гражданского строительства (CDCE)

Программы ПДИнж в Технологическом университете Эйндховена
- Разработка систем архитектурного управления (ADMS)
- Дизайн автомобильных систем (ASD)
- Клиническая информатика (CI)
- Дизайн и технология приборостроения (DTI)
- Разработка систем здравоохранения (поток в рамках программы ICT)
- Информационные и коммуникационные технологии (ICT)
- Системы управления логистикой (LMS)
- Математика для промышленности (MI)
- Дизайн процессов и продуктов (PPD)
- Умные энергетические здания и города (SEB&C)
- Технология программного обеспечения (ST)
- Система пользовательского взаимодействия (USI)

Программы ПДИнж в Университете Твенте
- Гражданское строительство (CE)
- Технология энергии и процессов (EPT)
- Робототехника (Rob)